# Либери, Антонио
Антонио Либери (итал. Antonio Liberi, Antonio da Faenza, Antonio di Mazzone, Antonio Domenichi; ? — ок. 1535, Фаэнца) — итальянский архитектор и живописец, работавший главным образом в Фаэнце в конце XV — начале XVI века. О его жизни сохранилось мало сведений. Предположительно, родился между 1456 и 1457 годами и скончался в Фаэнце в 1534 или в 1535 году в возрасте 78 лет. Отождествляется с Антонио ди Маццоне, автором книги по архитектуре, или с Антонио да Фаэнца, работавшим в 1509 по 1513 год, или с Антонио Доменичи, задокументированным в Монтелупо около 1516 года и, наконец, с Антонио Либери, автором проекта колокольни собора Фаэнцы (1526). Возможно, это один и тот же человек.
В Веллетри (Лацио) он написал несколько фресок для церкви Сан-Сальваторе (не сохранились). Затем переехал в Марке, где оставался около пятнадцати лет и где работал архитектором, но даже об этих работах нет свидетельств. В 1513 году церковь Санта-Каса-ди-Лорето заказала ему росписи дверец для органа на тему Благовещения — произведение, находящееся в Пинакотеке дель Палаццо Апостолико в Лорето, близкое к манере Л. Синьорелли.
Известно, что Либери написал трактат по архитектуре, который после его смерти был продан болонскому купцу. Следы этой рукописи, относящейся к 1520 году, полностью исчезли, однако «несколько лет назад она была идентифицирована Бери в кодексе, приобретенном у лондонского торговца». Помимо текста в кодекс включён 641 рисунок на темы, которые варьируются от архитектуры, геометрии, арифметики до особенностей восприятия цветов. Между 1526 и 1530 годами его присутствие задокументировано в Сан-Северино-Марке, где начались финансируемые муниципалитетом работы по строительству фонтана.
Чертёж колокольни собора Фаэнцы датируется 1526 годом, подписан «Ant. Liber Graphius Faven. Et Architector» (Фаэнца, Городской архив). Ранее предполагавшаяся дата смерти художника, 1534 год, откладывается современными исследователями на год, так как инвентаризация его имущества была составлена 12 мая 1535 года.